# Polioma griseola
Polioma griseola är en svampart som först beskrevs av Gustaf Lagerheim, och fick sitt nu gällande namn av Joseph Charles Arthur 1907. Polioma griseola ingår i släktet Polioma och familjen Pucciniaceae.   Inga underarter finns listade i Catalogue of Life.